# Stéphane Robidas
Pour les articles homonymes, voir Robidas.
Stéphane Robidas (né le 3 mars 1977 à Sherbrooke, Québec au Canada) est un joueur de hockey sur glace professionnel retraité de la Ligue nationale de hockey. Il est entraîneur-adjoint des Canadiens de Montréal depuis la saison 2022-2023. 

## Carrière dans la LNH
Robidas attaque sa carrière dans la Ligue de hockey junior majeur du Québec avec les Cataractes de Shawinigan. Il a été repêché par les Canadiens de Montréal lors du repêchage d'entrée dans la LNH 1995, à la 164e position. Robidas a entamé sa carrière dans la LNH avec les Canadiens et a disputé deux saisons avec l'équipe (1999-2000 et 2000-2001). Le 4 octobre 2003, il a été réclamé par les Thrashers d'Atlanta lors du repêchage intra-équipe et a par la suite été échangé aux Stars de Dallas en retour d'un choix de sixième ronde au repêchage de 2003. Lors du lock-out de la saison 2004-2005, il a joué pour les Lions de Francfort dans le championnat Allemand (DEL). Lors de la saison 2005-2006, Robidas est retourné dans la LNH avec les Stars et a récolté 20 points en 75 parties. Stéphane Robidas a à son compte un total de 57 buts et 201 passes en 937 parties de saison régulière, qu’il a disputé sous l’uniforme des Canadiens de Montréal, des Stars de Dallas, des Blackhawks de Chicago, des Ducks d’Anaheim et des Maple Leafs de Toronto. 
Robidas, qui a passé une saison comme entraineur chef des Cantonniers de Magog U18 AAA, a mené l’équipe en finale de la coupe Jimmy-Ferrari, le grand championnat du circuit midget AAA . Avant d’entrainer l’équipe de Magog, Robidas a passé quatre ans à travailler dans le département du développement des joueurs chez les Maple Leafs de Toronto .
Le 28 juillet 2022, il est nommé entraîneur-adjoint des Canadiens de Montréal.

## Famille
Stéphane Robidas a deux enfants, Justin et Lexie.  

## Statistiques
| Saison     | Équipe                   | Ligue      |     | Saison régulière | Saison régulière | Saison régulière | Saison régulière | Saison régulière |   | Séries éliminatoires | Séries éliminatoires | Séries éliminatoires | Séries éliminatoires | Séries éliminatoires |
| Saison     | Équipe                   | Ligue      | PJ  | B                | A                | Pts              | Pun              | PJ               | B | A                    | Pts                  | Pun                  |                      |                      |
| 1992-1993  | Cantonniers de Magog     | MAAA       | 41  | 3                | 12               | 15               | -                | 5                | 1 | 1                    | 2                    | -                    |                      |                      |
| 1993-1994  | Cataractes de Shawinigan | LHJMQ      | 67  | 3                | 18               | 21               | 33               | -                | - | -                    | -                    | -                    |                      |                      |
| 1994-1995  | Cataractes de Shawinigan | LHJMQ      | 71  | 13               | 56               | 69               | 44               | 15               | 7 | 12                   | 19                   | 4                    |                      |                      |
| 1995-1996  | Cataractes de Shawinigan | LHJMQ      | 67  | 23               | 56               | 79               | 53               | 6                | 1 | 5                    | 6                    | 10                   |                      |                      |
| 1996-1997  | Cataractes de Shawinigan | LHJMQ      | 67  | 24               | 51               | 75               | 59               | 7                | 4 | 6                    | 10                   | 14                   |                      |                      |
| 1997-1998  | Canadiens de Fredericton | LAH        | 79  | 10               | 21               | 31               | 50               | 4                | 0 | 2                    | 2                    | 0                    |                      |                      |
| 1998-1999  | Canadiens de Fredericton | LAH        | 79  | 8                | 33               | 41               | 59               | 15               | 1 | 5                    | 6                    | 10                   |                      |                      |
| 1999-2000  | Citadelles de Québec     | LAH        | 76  | 14               | 31               | 45               | 36               | 3                | 0 | 1                    | 1                    | 0                    |                      |                      |
| 1999-2000  | Canadiens de Montréal    | LNH        | 1   | 0                | 0                | 0                | 0                | -                | - | -                    | -                    | -                    |                      |                      |
| 2000-2001  | Canadiens de Montréal    | LNH        | 65  | 6                | 6                | 12               | 14               | -                | - | -                    | -                    | -                    |                      |                      |
| 2001-2002  | Canadiens de Montréal    | LNH        | 56  | 1                | 10               | 11               | 14               | 2                | 0 | 0                    | 0                    | 4                    |                      |                      |
| 2002-2003  | Stars de Dallas          | LNH        | 76  | 3                | 7                | 10               | 35               | 12               | 0 | 1                    | 1                    | 20                   |                      |                      |
| 2003-2004  | Stars de Dallas          | LNH        | 14  | 1                | 0                | 1                | 8                | -                | - | -                    | -                    | -                    |                      |                      |
| 2003-2004  | Blackhawks de Chicago    | LNH        | 45  | 2                | 10               | 12               | 33               | -                | - | -                    | -                    | -                    |                      |                      |
| 2004-2005  | Lions de Francfort       | DEL        | 51  | 15               | 32               | 47               | 64               | 6                | 1 | 2                    | 3                    | 6                    |                      |                      |
| 2005-2006  | Stars de Dallas          | LNH        | 75  | 5                | 15               | 20               | 67               | 5                | 0 | 2                    | 2                    | 4                    |                      |                      |
| 2006-2007  | Stars de Dallas          | LNH        | 75  | 0                | 17               | 17               | 86               | 7                | 0 | 1                    | 1                    | 2                    |                      |                      |
| 2007-2008  | Stars de Dallas          | LNH        | 82  | 9                | 17               | 26               | 85               | 18               | 3 | 8                    | 11                   | 12                   |                      |                      |
| 2008-2009  | Stars de Dallas          | LNH        | 72  | 3                | 23               | 26               | 76               | -                | - | -                    | -                    | -                    |                      |                      |
| 2009-2010  | Stars de Dallas          | LNH        | 82  | 10               | 31               | 41               | 70               | -                | - | -                    | -                    | -                    |                      |                      |
| 2010-2011  | Stars de Dallas          | LNH        | 81  | 5                | 25               | 30               | 67               | -                | - | -                    | -                    | -                    |                      |                      |
| 2011-2012  | Stars de Dallas          | LNH        | 75  | 5                | 17               | 22               | 48               | -                | - | -                    | -                    | -                    |                      |                      |
| 2012-2013  | HIFK                     | SM-liiga   | 15  | 2                | 3                | 5                | 22               | -                | - | -                    | -                    | -                    |                      |                      |
| 2012-2013  | Stars de Dallas          | LNH        | 48  | 1                | 12               | 13               | 56               | -                | - | -                    | -                    | -                    |                      |                      |
| 2013-2014  | Stars de Dallas          | LNH        | 24  | 4                | 1                | 5                | 12               | -                | - | -                    | -                    | -                    |                      |                      |
| 2013-2014  | Ducks d'Anaheim          | LNH        | 14  | 1                | 4                | 5                | 8                | 3                | 0 | 0                    | 0                    | 2                    |                      |                      |
| 2014-2015  | Maple Leafs de Toronto   | LNH        | 52  | 1                | 6                | 7                | 34               | -                | - | -                    | -                    | -                    |                      |                      |
| Totaux LNH | Totaux LNH               | Totaux LNH | 937 | 57               | 201              | 258              | 713              | 47               | 3 | 12                   | 15                   | 44                   |                      |                      |

## Carrière internationale
Il a représenté le Canada en :
- 2001 - Championnat du monde de hockey sur glace 2001
- 2006 - Championnat du monde de hockey sur glace 2006